# Поль дю Шаю
Поль Беллоні дю Шаю (фр. Paul Belloni Du Chaillu) (31 липня 1831 (неточно) — 29 квітня 1903) був американським мандрівником, зоологом та антропологом французького походження. Він став відомим у 1860-х роках як перший сучасний європеєць, який підтвердив існування горил, а пізніше пігмейського населення центральної Африки . Пізніше він дослідив доісторичну Скандинавію .

## Ранні роки
Існують суперечливі дані про рік та місце його народження. У різних джерелах вказують 1831 рік (сучасні учені мають щодо цього консенсус),  1835 або 1839; датою народження зазвичай вважають 31 липня, а місцем — Париж або Новий Орлеан. У некролозі дю Шаю наведено його цитату: «Сполучені Штати, моя названа Батьківщина та. . . Франція — мій рідний край». На надгробку місцем народження вказано Луїзіану, а рік — 1839.
Однак найвірогіднішою вважають інформацію зі спогадів його особистого друга Едварда Клодда. Клод пише, що дехто вважає, ніби він народився у Новому Йорку, але сам стверджує, що справжньою батьківщиною дю Шаю був французький острів Бурбон в Індійському океані. Також він пише, що мати дю Шаю була мулаткою.  У 1979 році історик Генрі Г. Бухер надав докази, що підтверджують думку Клода, у тому числі записи батька дю Шаю. Бухер стверджував, що дю Шаю, будучи членом Європейського наукового співтовариства, намагався б зінакшити або приховати сімейну історію, через яку його вважали б за квартерона. Згідно з расовою теорією 19 століття, африканців з Субсахарської Африки часто порівнювали із великими мавпами і стверджували, що вони мають низькі розумові здібності та нездатні розбудувати цивілізацію. Довіра до дю Шаю як до дослідника Африки та експерта з горил би постраждала через його чорне походження. Дійсно, з листа сучасниці дю Шаю, етнолога Африки Мері Кінґслі відомо, що принаймні деякі вчені, які були низької думки про дю Шаю, знали про його рід.
У молодості він супроводжував батька, французького торговця, що працював на паризьку фірму, до західного узбережжя Африки; там же, у Габоні, він здобув освіту від місіонерів та виявив інтерес до пізнання Африки, її історії, народів та мов. У 1852 році він емігрував до США.

## Африка
Академія природничих наук Дрексельського університету у Філадельфії відправила його в експедицію в Африку у 1855 році. До 1859 року Він досліджував райони Західної Африки в околицях екватора, здобувши значні знання про дельту річки Огове та естуарію Габону. Під час своїх подорожей у 1856—1859 роках він спостеріг багатьох горил, про існування яких європейці знали лише з ненадійного та непевного звіту, складеного Ганноном Мореплавцем із Карфагену у V столітті до нашої ери; до того часу в розпорядженні вчених було лише декілька скелетів горил. Він привіз із собою декілька мертвих особин і заявив, що він перший білий європеєць, який їх бачив.
У наступна експедиція, що відбулася у 1863—1865 роках, він зумів підтвердити древні відомості про расу пігмеїв, що населяла африканські ліси. Дю Шаю продав упольованих горил до Музею природознавства в Лондоні, а «черепи канібалів» — іншим європейським колекціям; гарно збережених горил, упольованих дю Шаю, можна побачити в музеї Іпсвіча в Суффолку, Англія. Оповідання про обидві експедиції були опубліковані відповідно в 1861 та 1867 роках під заголовками «Дослідження та пригоди в Екваторіальній Африці, із нотатками про манери та звичаї людей, а також про лови горил, крокодилів та інших тварин» і «Подорож до землі Ашанго та подальше проникнення в Екваторіальну Африку». Коли він був у землі Ашанго в 1865 році, його обрали королем племені Апінгі. Пізніше оповідання «Країна гномів» було опубліковано в 1872 році.

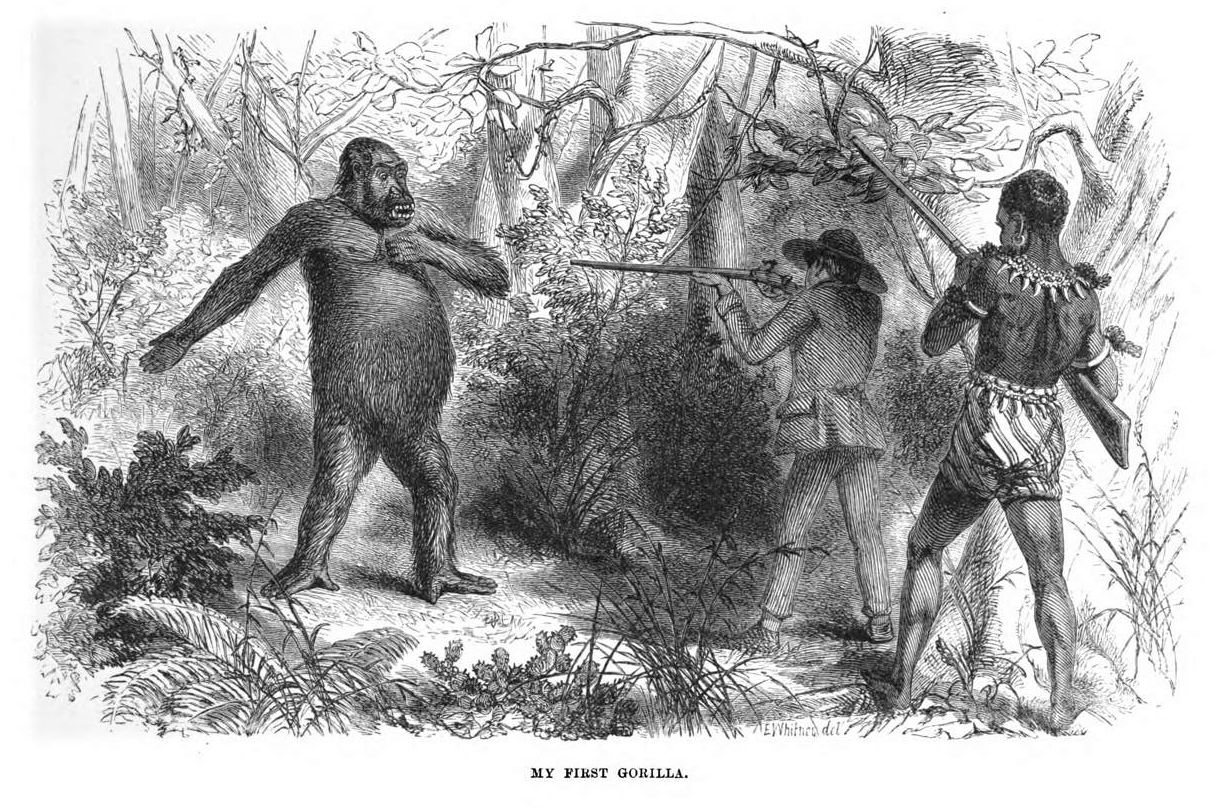
Малюнок дю Шаю

У той час його часто запрошували прочитати публічні лекції у Новому Йорку, Лондоні та Парижі. Незважаючи на те, що спершу до його записів поставилися скептично, зрештою їх прийняли, хоча Encyclopædia Britannica й зазначала, що «можливо, деякі описані пригоди насправді сталися не з ним, а він просто переповідав мисливські історії тубільців».
Окрім своєї зоологічної роботи стосовно горил, дю Шаю зібрав і визначив для науки ряд нових видів. Він був першим, хто з наукової точки зору описав Potamogale velox, перевершивши Джона Едверда Грея, який описав цей вид як різновид мишей. Він також зібрав типові зразки західноафриканських видів: витончений галаго, молотоголовий кажан та африканська пігмейська вивірка. Незважаючи на те, що він не був орнітологом, він зібрав типові зразки тридцяти дев'яти дійсних видів африканських птахів.

### Кінг-Конг
Творець Кінг-Конга Меріан Купер захопився горилами, коли йому було шість років. У 1899 році дядько подарував йому книгу Поля дю Шаю «Дослідження та пригоди в екваторіальній Африці». Куперу особливо припали до душі історії з горилами і, зокрема, одна, в якій дю Шаю розповідав про горилу «неймовірного розміру», яку тубільці називали «невразливим» та «королем африканського лісу». 
Вирісши, Меріан Купер опинився у Голлівуді і написав сценарій і виступив режисером першого фільму про Кінг-Конга, який вийшов у 1933 році.

## Північна Європа
Після декількох років проживання в Америці, під час яких він написав кілька книг для молоді за своїми африканськими пригодами, дю Шаю звернув свою увагу на північну Європу. Після візиту до Північної Норвегії у 1871 році протягом наступних п'яти років він провів дослідження звичаїв та старожитностей у Швеції, Норвегії, Лапландії та Північній Фінляндії. У 1881 році він опублікував у двох томах (про зимові та літні мандри) книгу «Край опівнічного сонця», присвячену його другові Роберту Вінтропу з Нового Йорка.
Його праця 1889 року «Доба вікінгів», також опублікована у двох томах, була дуже ґрунтовним дослідженням ранньої історії, манер та звичаїв предків англомовних народів. Він працював вісім з половиною років і уважно читав сотні саг, що описують життя народів, які населяли Скандинавський півострів від кам'яного віку до середньовіччя (включаючи роботи, які ніде не публікувалися). Ця наукова робота описує важливість скандинавських країн — Норвегії, Швеції та Данії — для культурного формування та перетворення Британських островів протягом п'ятого-одинадцятого століть. Ця теза нині є загальноприйнятою, але тоді її піддали жорсткій критиці.
Ґрунтуючись на дослідженнях, здійснених для «Доби вікінгів», дю Шаю у 1893 році видав художньо-документальну книгу «Вікінг Івар», у якій всі зібрані документальні свідчення огорнув у художню форму.
У 1900 році він також опублікував «Країна довгої ночі» .

## Особисте життя

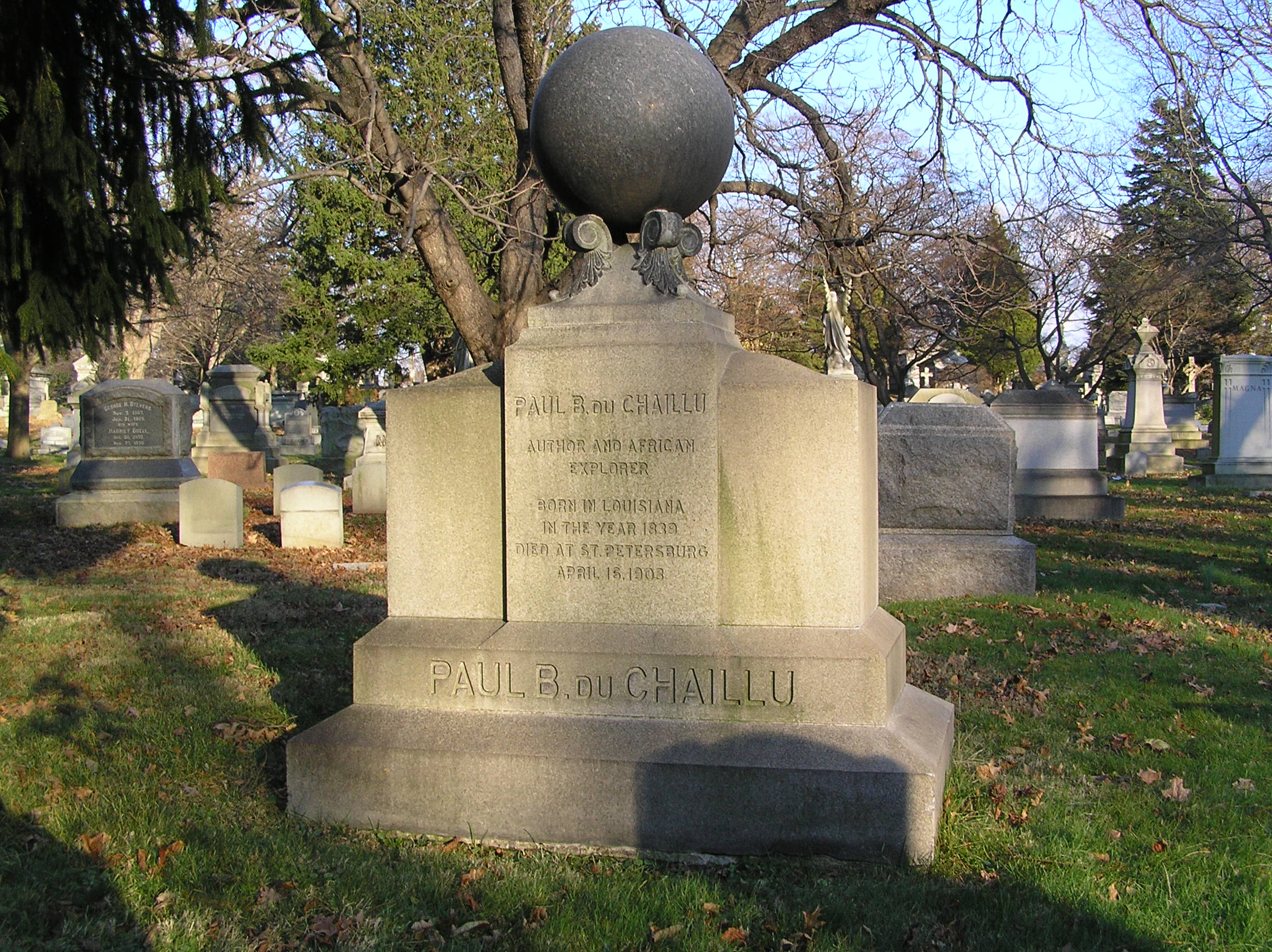
Могила Поля дю Шаю на кладовищі Вудлон

Дю Шаю був другом Едварда Клодда та видавця Джорджа Чайлдза. Разом з іншими літераторами, він був членом любительської команди з крикету Джеймса Баррі, «Аллагакбаріз».
Дю Шаю помер від інсульту у Санкт-Петербурзі, будучи з дослідницьким візитом у Росії, коли збирав інформацію про скандинавські народи. Похований на цвинтарі Вудлон у Бронксі, Новий Йорк.

## Видання українською
- Поль дю Шаю. «Вікінг Івар» = «Ivar the Viking» / пер. з англ. Іван Синєпалов. — К. : Пропала грамота, 2020. — 264 с. — 1500 екз. — ISBN 9789669798084.
  - друге видання у 2024 році